# Four Mile Lagoon (Río Hondo)
Die Four Mile Lagoon ist eine Lagune im Corozal District von Belize. Die Lagune hat eine Fläche von ca. 285 ha. Sie ist nicht zu verwechseln mit der Ranchito Lagoon weiter südlich, die gelegentlich ebenfalls als „Four Mile Lagoon“ bezeichnet wird.

## Geographie
Die Lagune ist eine Fläche des Río Hondo, kurz vor dessen Mündung in die Bucht von Chetumal und die Karibische See. Der Zufluss kommt von Südwesten aus der Gegend der Orte Cristo Rey, Yo Chen, Patchacan und Chan Chen. Die Lagune entwässert nach Nordosten.
Der Ort Subteniente López liegt auf der gegenüberliegenden, nördlichen Seite des Río Hondo River unb bereits in Mexiko. Am Westufer der Lagune verläuft der Philip Goldson Highway.